# Cola porphyrantha
Cola porphyrantha é uma espécie de angiospérmica da família Sterculiaceae.
Apenas pode ser encontrada no seguinte país: Quénia.